# Debbie Jones
Deborah Anne Jones, coniugata Walker, detta Debbie (Winnipeg, 23 marzo 1953), è un'ex giocatrice di curling canadese.

## Biografia
Partecipò ai XV Giochi olimpici invernali edizione disputata a Calgary  (Canada) nel 1988, riuscendo ad ottenere la prima posizione nella squadra canadese con i connazionali Linda Moore, Lindsay Sparkes, Patti Vande e Penny Ryan. 
Nell'edizione la nazionale svedese si classificò seconda, la norvegese terza. La competizione ebbe lo status di sport dimostrativo 